# Maicol Cabrera
Maicol Gabriel Cabrera Galaín (Maldonado, 11 de mayo de 1996) es un futbolista uruguayo que se desempeña como delantero, actualmente juega en River Plate de la Primera División de Uruguay.

## Clubes
| Club                 | País      | Año       |
| -------------------- | --------- | --------- |
| Nacional             | Uruguay   | 2014-2015 |
| Santos Laguna        | México    | 2015-2016 |
| Tampico Madero       | México    | 2016-2017 |
| Racing de Montevideo | Uruguay   | 2017-2018 |
| Torque               | Uruguay   | 2019      |
| Cerro                | Uruguay   | 2020      |
| Santiago Wanderers   | Chile     | 2021      |
| Danubio              | Uruguay   | 2021-2022 |
| Huracán              | Argentina | 2022      |
| Liverpool            | Uruguay   | 2023-Act. |

## Palmarés

### Torneos nacionales
| Competición         | Club      | País    | Año     |
| ------------------- | --------- | ------- | ------- |
| Torneo Apertura     | Nacional  | Uruguay | 2014    |
| Campeonato Uruguayo | Nacional  | Uruguay | 2014-15 |
| Supercopa Uruguaya  | Liverpool | Uruguay | 2023    |